# Regard noir
Pour plus de détails, voir Fiche technique et Distribution.
Regard noir est un film documentaire français coréalisé par Aïssa Maïga et Isabelle Simeoni en 2021. Il explore la représentation des hommes et femmes noires au cinéma, sous la forme d'un road-movie entre la France, le Brésil et les États-Unis.

## Synopsis
Le film Regard noir est réalisé sous la forme d'un road-movie où Aïssa Maiga parcourt la France, le Brésil et les États-Unis à la rencontre de personnalités engagées, à la recherche d'initiatives inclusives pour plus de diversité dans le cinéma. Elle recueille notamment les témoignages du réalisateur de Black Panther, Ryan Coogler et de la réalisatrice de Selma, Ava DuVernay, ainsi qu'une quinzaine d'actrices et acteurs dont Nadège Beausson-Diagne, Adèle Haenel, Firmine Richard, Sonia Rolland ou Assa Sylla,.
Aïssa Maiga coréalise ce film dans la dynamique de la sortie de son livre Noire n’est pas mon métier paru en mai 2018 et de son intervention remarquée à la 45e cérémonie des César en 2020. « Je voulais prolonger la réflexion du livre, qui donne la parole à 16 actrices noires françaises. La question de la diversité est une conversation qui crispe énormément en France, alors qu’elle est d’une importance centrale, et que les fondements ne sont pas suffisamment explorés. »

## Fiche technique
- Réalisation : Aïssa Maïga et Isabelle Simeoni
- Production : Zadig Productions et Nolita TV[4]
- Distribution : Canal+
- Durée : 74 minutes

## Distribution
- Taís Araújo
- Nadège Beausson-Diagne
- Ryan Coogler
- Rokhaya Diallo
- Ava DuVernay
- Chiwetel Ejiofor
- Mata Gabin
- Maïmouna Gueye
- Adèle Haenel
- Eye Haïdara
- Phylicia Rashād
- Firmine Richard
- Sonia Rolland
- Magaajyia Silberfeld
- Shirley Souagnon
- Assa Sylla

## Réception
Pour Les Échos, le documentaire soulève un problème : « en guise de remède, les réalisatrices semblent plébisciter un modèle américain où la discrimination positive se confond parfois dangereusement avec la tentation communautariste. Un documentaire qui prête au débat. »
Pour Madame Figaro, « La question des statistiques et des quotas est soulevée, mais le principal levier du changement ici identifié reste l’examen de conscience. »